# Bitka na rijeci Argeş
Bitka na rijeci Argeş vodila od 30. studenog do 3. prosinca 1916., a odigrala se na obalama rijeke Argeş, lijevog pritoka Dunava, a dio je Istočnog bojišta.

## Raspored snaga

### Njemačke snage
Poslije forsiranja Dunava 23. studenog 1916. kod Svištova, njemačka Dunavska armija generala Robert Koscha krenula je prema Bukureštu i 30. studenog naišla na jači rumunjski otpor pred rijekom Argeş. Istovremeno, njemačka 9. armija generala Ericha von Falkenhayna potiskivala je rumunjsku 1. armiju, prešla rijeku Teleorman kod Unghenija i Piteştija te 30. studenog zauzela grad. Istog dana, 9. armija stavljena je pod zapovjedništvo feldmaršala Augusta von Mackensena, zapovjednika njemačkih snaga u Bugarskoj i Dobrudži. On je donio odluku da se koncentričnim napredovanjem prema Bukureštu obuhvate i unište rumunjske snage koje bi se našle zapadno od grada.

### Rumunjske snage
U nastojanju da spriječi zauzeće Bukurešta, Rumunjsko Vrhovno zapovjedništvo odlučilo je napasti razdvojenog neprijatelja dio po dio na dvama uzastopnim napadima. Zapovjedništvo nad 1. armijom i Udarnom grupom, dobio je general Constantin Prezan. Udarna grupa se sastojala od: dio pričuve Vrhovnog zapovjedništva te dio 3. armije koji se povukao s Dunava. Udarna grupa prikupila se do 30. studenog i s dijelom snaga prešla u napad. No, pošto je raspolagala sa svega 4 i pol pješačke divizije (pd) i 1 konjička divizija (kd), nije imala dovoljnu nadmoć nad njemačkom Dunavskom armijom u čijem su sastavu bile 4 pd i 1 kd (od toga 2 bugarske i 1 turska pd).

## Tijek ratnih operacija
Na pravcu Pitešti — Târgoviște rumunjska 1. armija i lijevo krilo rumunjske 2. armije (ukupno 6 pd) bili su slabiji od lijevog krila njemačke 9. armije (6 njemačkih pd i 3 austro-ugarske bbr — grupe Krafft i Morgen), jer su u prethodnim borbama pobijeđeni i pretrpjeli znatne gubitke.
U centru, na pravcu Ungheni — Bukurešt, Rumunji su na bojištu od 60 km imali samo konjaničke dijelove jačine do 1 kd prema desnom krilu njemačke 9. armije od 4 pd (grupa Kühne) i 2 kd (Schmettow). U općoj pričuvi bila je jedna pd kod Bukurešta, a u pričuvi Vrhovnog zapovjedništva 3 pd kod Ploieştija. Udarna grupa napadala je 1. i 2. prosinca iz središta i boka lijevo krilo Dunavske armije, čija se lijeva pd kod Mihăileștija borila gotovo u okruženju. No, 9. armija uspješno je napredovala, naročito svojim desnim krilom. Kako su Nijemci 1. prosinca presreli zapovijedi za 1. armiju, iz koje se vidio Prezanov manevar, Mackensen je odlučio da grupa Kühne udari jednim dijelom u bok i pozadinu Udarne grupe, a drugim dijelom u bok 1. armije. Prezan je sutradan hitno uputio 2 pd na rijeku Argeş prema grupi Kühne, ali već je bilo kasno. Istoga dana kod Comana, južno od Bukurešta stigli su Rusi s 1 pd i 1 kd, i napali bez uspjeha desno krilo Dunavske armije. Dio grupe Kühne i pričuva Dunavske armije napali su, 3. prosinca, bok te leđa desnog krila Udarne grupe južno od Mihăileștija, razbili ga i odbacili prema Bukureštu. Za to vrijeme je 9. armija zauzela Târgoviște i odbacila 1. armiju preko rijeke Dâmbovițe.

## Posljedice
Rumunjsko Vrhovno zapovjedništvo odlučilo je 5. prosinca da zbog znatnih gubitaka (samo 65,000 zarobljenih) povuče postepeno svoje snage, najprije na liniju rijeka Teleajen — Urziceni s tim da se Bukurešt ne brani. Nijemci su 6. prosinca ušli u Bukurešt i Ploieşti, a Rumunji se povukli sjeverno te istočno od grada.